# Minotaur

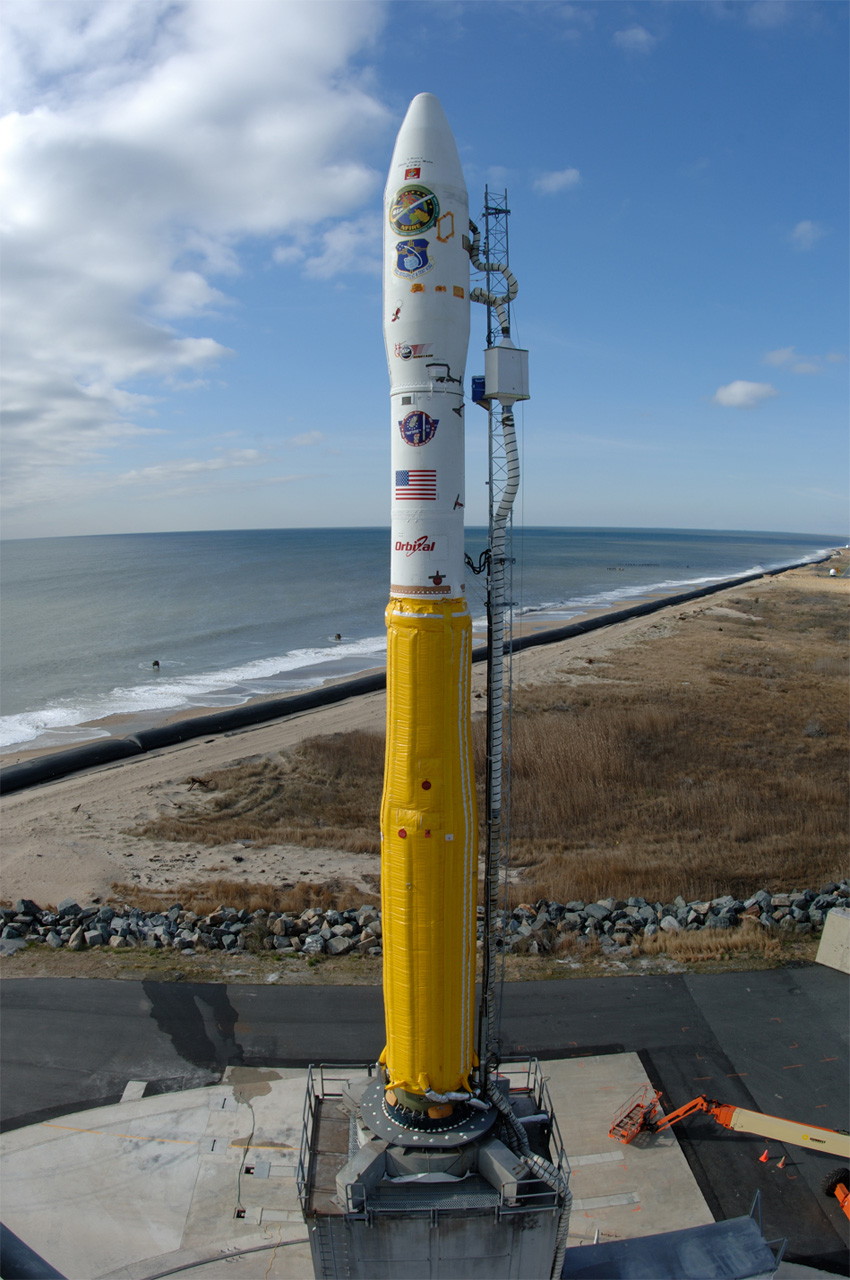
El satélite militar Near Field Infrared Experiment (NFIRE) en abril de 2007 con un cohete Minotaur-1.

El Minotaur es un lanzador orbital estadounidense propulsado por combustible sólido.
Fue desarrollado por la Fuerza Aérea de Estados Unidos para su programa orbital y suborbital como un vehículo de lanzamiento de bajo coste y cuatro etapas mediante el uso de motores de misiles LGM-30 Minuteman excedentes. Se prevé aumentar la capacidad del lanzador utilizando etapas del misil Peacekeeper.
Las etapas del Minuteman se usan para la primera y segunda etapas del Minotaur. La tercera y cuarta etapas son las mismas que usa el cohete Pegasus XL, pero mejoradas con la adición de mejores sistemas de aviónica.
El primer vuelo de un Minotaur tuvo lugar en enero de 2000, poniendo en órbita varios microsatélites, tanto militares como universitarios.
Existen varias versiones del Minotaur:
- Minotaur I: la versión original, capaz de poner en órbita una carga de 580 kg a 185 km de altura y 28,5 grados de inclinación orbital, y 310 kg de carga a una órbita heliosincrónica de 740 km.
- Minotaur II: versión de vuelo suborbital de tres etapas, capaz de poner en órbita 440 kg de carga en una trayectoria suborbital de 6700 km de apogeo.
- Minotaur III: versión de vuelo suborbital de tres etapas, capaz de poner en órbita 3060 kg de carga en una trayectoria suborbital de 6700 km de apogeo.
- Minotaur IV: es un Minotaur III con una cuarta etapa para poner cargas en órbita. Puede poner en órbita 1720 kg de carga a una órbita de 185 km de altura y 28,5 grados de inclinación orbital y 1000 kg a una órbita heliosincrónica de 740 km de altura.
- Minotaur V: es un Minotaur IV con una cuarta etapa Star 48V y una quinta etapa Orion 38. Puede poner 560 kg de carga en una órbita de transferencia geoestacionaria.

Todos los Minotaur se lanzan desde la base de Vandenberg, en California.